# Lijst van gemeenten in het departement Hérault
Hieronder volgt een lijst van de 343 gemeenten (communes) in het Franse departement Hérault (departement 34).

## A
Abeilhan
- Adissan
- Agde
- Agel
- Agonès
- Aigne
- Aigues-Vives
- Les Aires
- Alignan-du-Vent
- Aniane
- Arboras
- Argelliers
- Aspiran
- Assas
- Assignan
- Aumelas
- Aumes
- Autignac
- Avène
- Azillanet

## B
Babeau-Bouldoux
- Baillargues
- Balaruc-les-Bains
- Balaruc-le-Vieux
- Bassan
- Beaufort
- Beaulieu
- Bédarieux
- Bélarga
- Berlou
- Bessan
- Béziers
- Boisseron
- Boisset
- La Boissière
- Le Bosc
- Boujan-sur-Libron
- Le Bousquet-d'Orb
- Bouzigues
- Brenas
- Brignac
- Brissac
- Buzignargues

## C
Cabrerolles
- Cabrières
- Cambon-et-Salvergues
- Campagnan
- Campagne
- Camplong
- Candillargues
- Canet
- Capestang
- Carlencas-et-Levas
- Cassagnoles
- Castanet-le-Haut
- Castelnau-de-Guers
- Castelnau-le-Lez
- Castries
- La Caunette
- Causse-de-la-Selle
- Causses-et-Veyran
- Caussiniojouls
- Caux
- Le Caylar
- Cazedarnes
- Cazevieille
- Cazilhac
- Cazouls-d'Hérault
- Cazouls-lès-Béziers
- Cébazan
- Ceilhes-et-Rocozels
- Celles
- Cers
- Cessenon-sur-Orb
- Cesseras
- Ceyras
- Clapiers
- Claret
- Clermont-l'Hérault
- Colombières-sur-Orb
- Colombiers
- Combaillaux
- Combes
- Corneilhan
- Coulobres
- Courniou
- Cournonsec
- Cournonterral
- Creissan
- Le Crès
- Le Cros
- Cruzy

## D
Dio-et-Valquières

## E
Espondeilhan

## F
Fabrègues
- Faugères
- Félines-Minervois
- Ferrals-les-Montagnes
- Ferrières-les-Verreries
- Ferrières-Poussarou
- Florensac
- Fontanès
- Fontès
- Fos
- Fouzilhon
- Fozières
- Fraisse-sur-Agout
- Frontignan

## G
Gabian
- Galargues
- Ganges
- Garrigues
- Gigean
- Gignac
- Gorniès
- Grabels
- Graissessac
- La Grande-Motte
- Guzargues

## H
Hérépian

## J
Jacou
- Joncels
- Jonquières
- Juvignac

## L
Lacoste
- Lagamas
- Lamalou-les-Bains
- Lansargues
- Laroque
- Lattes
- Laurens
- Lauret
- Lauroux
- Lavalette
- Lavérune
- Lespignan
- Lézignan-la-Cèbe
- Liausson
- Lieuran-Cabrières
- Lieuran-lès-Béziers
- Lignan-sur-Orb
- La Livinière
- Lodève
- Loupian
- Lunas
- Lunel
- Lunel-Viel

## M
Magalas
- Maraussan
- Margon
- Marseillan
- Marsillargues
- Mas-de-Londres
- Les Matelles
- Mauguio
- Maureilhan
- Mérifons
- Mèze
- Minerve
- Mireval
- Mons
- Montady
- Montagnac
- Montarnaud
- Montaud
- Montbazin
- Montblanc
- Montels
- Montesquieu
- Montferrier-sur-Lez
- Montouliers
- Montoulieu
- Montpellier
- Montpeyroux
- Moulès-et-Baucels
- Mourèze
- Mudaison
- Murles
- Murviel-lès-Béziers
- Murviel-lès-Montpellier

## N
Nébian
- Neffiès
- Nézignan-l'Évêque
- Nissan-lez-Enserune
- Nizas
- Notre-Dame-de-Londres

## O
Octon
- Olargues
- Olmet-et-Villecun
- Olonzac
- Oupia

## P
Pailhès
- Palavas-les-Flots
- Pardailhan
- Paulhan
- Pégairolles-de-Buèges
- Pégairolles-de-l'Escalette
- Péret
- Pérols
- Pézenas
- Pézènes-les-Mines
- Pierrerue
- Pignan
- Pinet
- Plaissan
- Les Plans
- Poilhes
- Pomérols
- Popian
- Portiragnes
- Le Pouget
- Le Poujol-sur-Orb
- Poujols
- Poussan
- Pouzolles
- Pouzols
- Le Pradal
- Prades-le-Lez
- Prades-sur-Vernazobre
- Prémian
- Le Puech
- Puéchabon
- Puilacher
- Puimisson
- Puissalicon
- Puisserguier

## Q
Quarante

## R
Restinclières
- Rieussec
- Riols
- Les Rives
- Romiguières
- Roquebrun
- Roqueredonde
- Roquessels
- Rosis
- Rouet
- Roujan

## S
Saint-André-de-Buèges
- Saint-André-de-Sangonis
- Saint-Aunès
- Saint-Bauzille-de-la-Sylve
- Saint-Bauzille-de-Montmel
- Saint-Bauzille-de-Putois
- Saint-Brès
- Saint-Chinian
- Saint-Christol
- Saint-Clément-de-Rivière
- Sainte-Croix-de-Quintillargues
- Saint-Drézéry
- Saint-Étienne-d'Albagnan
- Saint-Étienne-de-Gourgas
- Saint-Étienne-Estréchoux
- Saint-Félix-de-l'Héras
- Saint-Félix-de-Lodez
- Saint-Gély-du-Fesc
- Saint-Geniès-des-Mourgues
- Saint-Geniès-de-Varensal
- Saint-Geniès-de-Fontedit
- Saint-Georges-d'Orques
- Saint-Gervais-sur-Mare
- Saint-Guilhem-le-Désert
- Saint-Guiraud
- Saint-Hilaire-de-Beauvoir
- Saint-Jean-de-Buèges
- Saint-Jean-de-Cornies
- Saint-Jean-de-Cuculles
- Saint-Jean-de-Fos
- Saint-Jean-de-la-Blaquière
- Saint-Jean-de-Minervois
- Saint-Jean-de-Védas
- Saint-Julien
- Saint-Just
- Saint-Martin-de-l'Arçon
- Saint-Martin-de-Londres
- Saint-Mathieu-de-Tréviers
- Saint-Maurice-Navacelles
- Saint-Michel
- Saint-Nazaire-de-Ladarez
- Saint-Nazaire-de-Pézan
- Saint-Pargoire
- Saint-Paul-et-Valmalle
- Saint-Pierre-de-la-Fage
- Saint-Pons-de-Thomières
- Saint-Pons-de-Mauchiens
- Saint-Privat
- Saint-Saturnin-de-Lucian
- Saint-Sériès
- Saint-Thibéry
- Saint-Vincent-de-Barbeyrargues
- Saint-Vincent-d'Olargues
- Salasc
- La Salvetat-sur-Agout
- Saturargues
- Saussan
- Saussines
- Sauteyrargues
- Sauvian
- Sérignan
- Servian
- Sète
- Siran
- Sorbs
- Soubès
- Le Soulié
- Soumont
- Sussargues

## T
Taussac-la-Billière
- Teyran
- Thézan-lès-Béziers
- Tourbes
- La Tour-sur-Orb
- Tressan
- Le Triadou

## U
Usclas-d'Hérault
- Usclas-du-Bosc

## V
La Vacquerie-et-Saint-Martin-de-Castries
- Vacquières
- Vailhan
- Vailhauquès
- Valergues
- Valflaunès
- Valmascle
- Valras-Plage
- Valros
- Vélieux
- Vendargues
- Vendémian
- Vendres
- Vérargues
- Verreries-de-Moussans
- Vias
- Vic-la-Gardiole
- Vieussan
- Villemagne-l'Argentière
- Villeneuve-lès-Béziers
- Villeneuve-lès-Maguelone
- Villeneuvette
- Villespassans
- Villetelle
- Villeveyrac
- Viols-en-Laval
- Viols-le-Fort